# Glória Píres
Glória Maria Cláudia Pires de Moraes (Rio de Janeiro, 1963. augusztus 23. –) brazil színésznő.

## Életrajza
Elza Pires és Antônio Carlos Pires színész lányaként született. Már 5 évesen szerepelt sorozatokban , 1969-ben az A Pequena Órfã (A kis árvalány) című sorozatban tűnt fel, ami a TV Excelsioron volt látható, ezután a TV Globo által készített Dancin' Days című telenovellában szerepelt 15 évesen. 1983-ban kötött házasságot Fábio Jr. énekessel, és megszületett lánya Cléo Pires, aki ma szintén színésznő. Azonban ma Osvaldo Morais zenész felesége, akitől 3 gyermeke született: Antonia (1992), Ana (2000) és Bento (2004).  Ezután több sorozatban is szerepelt, 1988-ban a Vale Tudo-ban nyújtott alakításért, APCA trófeát nyert. 1993-ban ikerpárt alakított a Mulheres de Areia (A homok titkai) című sorozatban Ruth és Raquel Araújot. A sorozat miatt APCA és Imprensa trófeát kapott, 1996-ban A pampák királya Rafaela Berdinazzija, 1997-ben a Bestia (Anjou Mau) Niceje volt. Hazájában ma is ismert színésznő. A TV Globóval 2014-ig szól a szerződése, 2007-ben Az év legjobbja díjat kapta a  Domingão do Faustão című műsorban.

## Filmográfia

### Televízió
- 2023–2024 – Terra e Paixão – Irene La Selva
- 2022 – Além da Ilusão – Nise da Silveira
- 2019–2020 – Éramos Seis – Eleonora Abílio de Lemos (Dona Lola)
- 2017–2018 – O Outro Lado do Paraíso – Elizabeth Mello de Monserrat / Maria Eduarda Feijó
- 2016–2017 – Segredos de Justiça – Andréa Pachá
- 2015 – Babilônia – Beatriz Amaral Rangel
- 2014 – A Grande Família – Önmaga / Nenê (Különleges megjelenés az utolsó epizódban)
- 2012 – Guerra dos Sexos – Roberta Carneiro Leone
- 2012 – As Brasileiras – Ăngela Cristina
- 2011 – Insensato Coraçâo – Norma Pimentel Amaral
- 2007 – Paraíso Tropical (Trópusi paradicsom) – Lúcia Vilela Cavalcanti (Magyar hangja: Kiss Erika)
- 2005–2006 – Belíssima – Júlia Assumpção
- 2002 – Desejos de Mulher – Júlia Miranda Moreno
- 1999 – Suave Veneno – Inês/Lavínia
- 1997–1998 – Anjo Mau (A bestia) – Nice Noronha (Magyar hangja: Náray Erika)
- 1996 – O Rei do Gado (A pampák királya) – Rafaela Berdinazzi / Marieta Berdinazzi (Magyar hangja: Náray Erika)
- 1994 – Memorial de Maria Moura – Maria Moura
- 1993 – Mulheres de Areia (A homok titkai) – Ruth / Raquel Araújo (Magyar hangja: Szabó Gabi)
- 1991 – O Dono do Mundo – Stela Maciel Barreto
- 1990 – Mico Preto – Sarita
- 1988–1989 – Vale Tudo – Maria de Fátima Acioly
- 1987 – Direito de Amar (A szerelem jogán) – Rosália Alves Medeiros (Magyar hangja: Varga Zsuzsa)
- 1985 – O Tempo e o Vento – Ana Terra
- 1984 – Partido Alto – Celina
- 1983 – Louco Amor – Cláudia
- 1980 – As Três Marias – Maria José (Jô)
- 1980 – Água-Viva – Sandra Fragonard
- 1979 – Cabocla – Zuca (Zulmira de Oliveira)
- 1978 – Dancin' Days – Marisa De Souza Mattos
- 1976 – Duas Vidas (Kettős élet) – Letícia
- 1973 – O Semideus – Ione
- 1973 – Chico City – Filha do Dr. Aristóbulo
- 1972 – Selva de Pedra (Üdvözlet Pedratól) – Fatinha (Fátima)
- 1972 – Caso Especial – Angela
- 1968 – A Pequena Órfã (A kis árvalány) – Glórinha

### Film
- 2015 – Pequeno Dicionário Amoroso 2 – Bel
- 2015 – Linda de Morrer – Dr. Paula
- 2013 – Nise: The Heart of Madness – Nise da Silveira
- 2013 – Reaching for the Moon – Lota de Macedo Soares
- 2010 – Lula, o filho do Brasil – Dona Lindu
- 2009 – É Proibido Fumar – Baby
- 2008 – Se Eu Fosse Você 2 – Helena / Cláudio
- 2007 – Primo Basílio –  Juliana
- 2006 – If I Were You – Helena / Cláudio
- 2001 – A Partilha – Selma
- 1997 – Pequeno Dicionário Amoroso – Bel
- 1996 – O Guarani – Isabel
- 1995 – O Quatrilho – Pierina
- 1988 – The Long Haul – Sandra
- 1987 – Besame Mucho – Olga
- 1984 – Memoirs of Prison – D. Heloísa
- 1981 – Índia, a Filha do Sol – Put'Koi